# 誠州
誠州，中国北宋时设置的州。
贞观八年（634年）设朗溪县（今湖南省洪江市），属巫州，后属敘州。北宋初年为侗族大姓杨氏首领的羁縻州（今湖南省靖州苗族侗族自治县渠水滩头一带）。杨光富献土归顺宋朝。宋神宗元丰四年（1081年）置诚州。五年（1082年）析沅州之贯堡寨置渠阳县（今湖南省靖州苗族侗族自治县渠阳镇）为州治。宋哲宗元祐二年（1087年）七月，改诚州为渠阳军。其后，杨晟台作乱。元祐三年（1088年）废渠阳军为寨，属沅州，元祐五年（1090年）再置诚州，治渠阳县，领渠阳、通道、会同三县。宋徽宗崇宁二年（1103年）改为靖州。